# Hypodactylus lucida
Espèce
Synonymes
- Phrynopus lucida Cannatella, 1984
- Eleutherodactylus lucida (Cannatella, 1984)

Statut de conservation UICN

 CR B1ab(iii) : 
En danger critique
Hypodactylus lucida est une espèce d'amphibiens de la famille des Craugastoridae.

## Répartition
Cette espèce est endémique de la région d'Ayacucho au Pérou. Elle se rencontre entre 2 970 et 3 710 m d'altitude dans la cordillère Orientale.

## Description
Les mâles mesurent de 27,9 à 32,6 mm et les femelles de 30,8 à 38,2 mm.

## Publication originale
- Cannatella, 1984 : Two new species of the leptodactylid frog genus Phrynopus, with comments on the phylogeny of the genus. Occasional Papers of the Museum of Natural History University of Kansas, vol. 113, p. 1-16 (texte intégral).